# Hans-Adolf von Stosch
Hans-Adolf von Stosch (* 4. Juni 1908 in Charlottenburg bei Berlin; † 8. Januar 1987) war ein deutscher Botaniker, Phykologe und Hochschullehrer.

## Leben und Werk
Von Stosch verbrachte seine Jugend in Wernigerode. Er studierte Biologie und Chemie in Kiel, Göttingen und München und wurde 1933 mit einer Arbeit über die Entwicklungsgeschichte von Schleimpilzen promoviert. Anschließend war er wissenschaftlicher Assistent an der Universität Königsberg, wo er sich auch habilitierte. Nach Kriegsteilnahme und Kriegsgefangenschaft übernahm er 1947 die Vertretung des Lehrstuhls für Botanik an der TH Darmstadt. 1955 wurde er Professor für Pharmakognosie an der Universität Marburg, später erhielt er dort einen Lehrstuhl für Protophytenkunde.
Nach ihm ist die Hans-Adolf von Stosch Medaille benannt, die für besondere Verdienste auf dem Gebiet der Phykologie verliehen wird.

## Schriften (Auswahl)
- Untersuchungen über die Entwicklungsgeschichte der Myxomyceten. Sexualität und Apogamie bei Didymiaceen. Hochschulschrift. München, Phil. II. Sekt., Dissertation, 1933 / Aus: Planta, Band 23, Heft 5, Würzburg 1935
- Form und Formwechsel der Diatomee Achnanthes longipes in Abhängigkeit von der Ernährung. Mit besonderer Berücksichtigung der Spurenstoffe. In: Ber. Dtsch. Bot. Ger. 60, 1942, S. 2–16.[2]